# Уроки хімії
«Уроки хімії» (англ. Lessons in Chemistry) — дебютний роман Бонні Ґармус, опублікований Doubleday у квітні 2022 року. Захоплива історія Елізабет Зотт розгортається на тлі блискучої Південної Каліфорнії 1960-х років. Змушена залишити наукову кар'єру через гендерні утиски, талановита фахівчиня з хімії досягає вершин слави у несподіваній сфері: вона стає улюбленою ведучою кулінарного шоу. Роман був адаптований до міні-серіалу Apple TV+, який дебютував 13 жовтня 2023 року.

## Створення
На написання книги Ґармус надихнув її досвід роботи креативною директоркою в рекламному агентстві, зокрема невдала зустріч, на якій колега-чоловік привласнив собі одну з її ідей. Під час написання «Уроків хімії» Ґармус була штатною копірайтеркою і хіміком-самоучкою, намагаючись проводити експерименти із «Золотої книги хімічних експериментів». Вона також адаптувала свій інтерес до веслування як хобі головної героїні Зотт.

## Сюжет
Зазнавши сексуального насильства і не бажаючи вибачатися за те, що чинила самозахист, Елізабет Зотт стає виключеною із докторської програми. Вона влаштовується на роботу в дослідницький інститут Гастінґса, працюючи хіміком. Там Елізабет знайомиться з чоловіком – Келвіном Евансом. Але невдовзі Келвін гине. Вона дізнається про свою вагітність. Зотт залишається з маленькою донькою на руках, однак знаходить в собі сили і стає зіркою популярного кулінарного шоу «Вечеря о шостій». Наприкінці роману Елізабет повертається до кар'єри хіміка та обіймає посаду голови дослідницького інституту Гастінґса.

## Критика
У 2022 році «Уроки хімії» названо книгою року Barnes & Noble.
У 2023 році це була книга, яку найчастіше позичали у публічних бібліотеках.
Нагороджена премією Goodreads Choice Awards за найкращий дебют 2022  року та має багато інших відзнак.

## Екранізація
Книга була адаптована до міні-серіалу Apple TV+, прем'єра якого відбулася 13 жовтня 2023 року.